# Argelos (Landes)
Argelos ist eine  französische Gemeinde mit 162 Einwohnern (Stand 1. Januar 2022) im Département Landes in der Region Nouvelle-Aquitaine (vor 2016: Aquitanien). Sie gehört zum Arrondissement Dax und zum Kanton Coteau de Chalosse.
Der Name der Gemeinde könnte vom lateinischen Wort argilla (deutsch Ton) abgeleitet sein, ein Hinweis auf eine tonhaltige Erde.
Die Einwohner werden Argelossiens und Argelossiennes genannt.

## Geographie
Argelos liegt ca. 40 km südöstlich von Dax im Landstrich der Landschaft Chalosse der historischen Provinz Gascogne am südlichen Rand des Départements.
Umgeben wird Argelos von den Nachbargemeinden:
| Momuy               | Labastide-Chalosse                          | Lacrabe |
| Castaignos-Souslens | Kompassrose, die auf Nachbargemeinden zeigt | Poudenx |
| Beyries             | Bassercles                                  |         |

Argelos liegt im Einzugsgebiet des Flusses Adour.
Der Luy de France und einer seiner Nebenflüsse, der Ruisseau du Cès, fließen durch das Gebiet der Gemeinde.

## Geschichte
Argelos wurde auf einem Hügel oberhalb des Tals des Luy de France gegründet. Es befindet sich an der Via Lemovicensis, einem der Pilgerwegs nach Santiago de Compostela. Im Mittelalter gab es deshalb ein heute nicht mehr existierendes Hospital, das die Pilger aufnahm und pflegte und somit die Entwicklung des Dorfes herbeiführte Eine Legende erzählt, dass die Pfarrgemeinde für eine lange Zeit nur ein Priorat besessen hätte, das von Geistermönchen bewohnt gewesen sein soll.

### Einwohnerentwicklung
Nach Beginn der Aufzeichnungen stieg die Einwohnerzahl in der ersten Hälfte des 19. Jahrhunderts auf einen Höchststand von rund 580. In der Folgezeit sank die Größe der Gemeinde bis zu den 1980er Jahren auf ein Niveau von rund 215 Einwohnern, das heute noch eingehalten wird.
| Jahr                       | 1962 | 1968 | 1975 | 1982 | 1990 | 1999 | 2010 | 2021 |
| -------------------------- | ---- | ---- | ---- | ---- | ---- | ---- | ---- | ---- |
| Einwohner                  | 235  | 216  | 178  | 159  | 181  | 173  | 185  | 164  |
| Quellen: Cassini und INSEE |      |      |      |      |      |      |      |      |

## Sehenswürdigkeiten

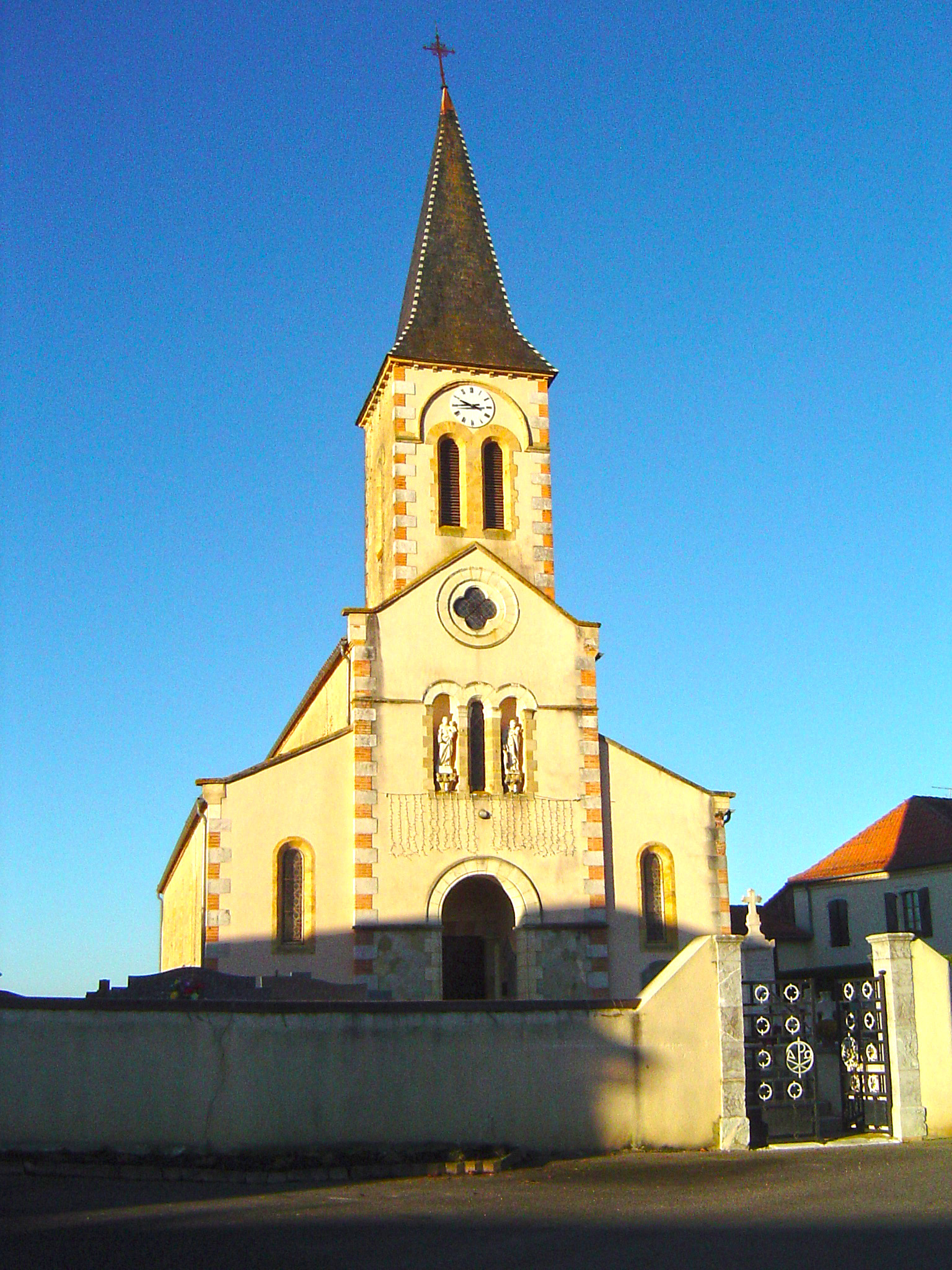
Pfarrkirche Saint-Barthélémy

- Pfarrkirche, geweiht dem Apostel Bartholomäus. Die erste Kirche der Pfarrgemeinde wurde im 12. Jahrhundert errichtet und im Jahre 1875 abgerissen. Das heutige Gotteshaus wurde zwischen Juni 1873 (Datum des Kostenvoranschlags) und 1876 unter der Leitung des Architekten Romain Cazenave gebaut.[6][7] Zwei Kapitelle von Säulen korinthischer Ordnung der alten Kirche sind in die Hauptfassade in Nischen über dem Eingang eingebaut worden. Sie sind allerdings schwer beschädigt, so dass die Motive der Verzierungen nicht mehr gänzlich erkennbar sind. Auf diesen Kapitellen sind die Statuen des heiligen Josef und des heiligen Vinzenz von Paul aufgestellt. Beide Figuren halten ein Kind in ihren Armen, bei Josef handelt es sich um das Jesuskind, bei Vinzenz vermutlich ein benachteiligtes Kind.[8][9] Das Eingangsportal stammt aus dem 19. Jahrhundert. Es besteht aus einer zweiflügeligen Holztür mit Verstärkungen aus Metall, die gleichzeitig als Verzierung dienen. Über der Tür ist ein sachlich gehaltenes Tympanon gebaut, das nur mit einem einfachen, eingravierten Kreuz und der Jahreszahl „1875“ versehen ist.[10] Das Langhaus der im neugotischen Stil gehaltenen Kirche bietet Platz für ein Haupt- und zwei Seitenschiffe. Es besitzt ein vierkappiges Kreuzrippengewölbe und wird durch eine Apsis und zwei halbrunde Apsidiolen verlängert. Diese gehören zu den Seitenkapellen, die Maria bzw. Josef gewidmet sind. Im Westen erhebt sich ein viereckiger Glockenturm, der mit einem Helm ausgestattet ist, der mit Schiefer gedeckt ist. Eine große Sakristei mit unregelmäßigem Grundriss ist an der Nordseite der Apsis angebaut. Alle Gebäudeecken des Kirchengebäudes und des Turms sind alternierend mit Steinen und Ziegelsteinen verstärkt und verleihen dem Bauwerk durch diese Zweifarbigkeit eine besondere Verzierung.[7]

## Wirtschaft und Infrastruktur
Die Landwirtschaft ist traditionell der wichtigste Wirtschaftsfaktor der Gemeinde.

Logo des Jakobswegs

### Sport und Freizeit
- Der Fernwanderweg GR 654 von Namur in Belgien über Vézelay nach Saint-Jean-Pied-de-Port führt durch die Gemeinde. Er folgt der Via Lemovicensis, einem der vier historischen „Wege der Jakobspilger in Frankreich“.[12]

- Ein Rundweg mit einer Länge von 19 km führt ohne Höhenunterschied durch die Gemeindegebiete von Argelos, Bassercles und Beyries.[13]

### Verkehr
Argelos ist erreichbar über die Routes départementales 349, 376 und 458.